# Periódicos de la isla de La Palma
Las referencias más generales sobre los periódicos de la isla de La Palma (Canarias, España) aparece en el libro recopilatorio de biografías Fastos biográficos de La Palma (2009), de Jaime Pérez García de Aguiar, cronista oficial de Santa Cruz de La Palma.
La historia del periodismo en La Palma está relacionada con la introducción, en la década de 1830, de la prensa de mano, por José García Pérez, que permitió la impresión, dentro de la isla (1841), de las primeras hojas de carácter político, recibos y folletos, así como cartillas para aprender a leer. Posteriormente, con la campaña del abogado, político y periodista Faustino Méndez Cabezola, se pudo comprar en Londres e instalar en 1863, una imprenta completa que permitió publicar, ese mismo año, el primer periódico de la isla, El Time.
En el estudio exhaustivo de la prensa de La Palma, Juan Régulo Pérez ordenó y clasificó más de un centenar de publicaciones (123), según distintas líneas ideológicas y políticas. Una línea liberal estuvo vinculada a publicaciones como “Germinal”, “Diario de La Palma”, “Verdún”…; otra línea conservadora, a “Acción Social”, “Diario de Avisos”, “El Eco”, “La Defensa”, “Fénix Palmense”, “El País”… Otra, asociada al nacionalsindicalismo y falangismo español con “Escuadras”; Otra, a la sátira política y social, con “La Trompeta”, “El Zurriago”, “La Linterna”. También el republicanismo, con “El Grito del Pueblo“; el socialismo, con “Espartaco”; y una línea independiente, con “La Razón”, “El Presente”, “la Voz del Paso”, “Tazacorte”. La literatura, las ciencias y las artes tuvieron: “El Time”, “Clarín”, “El Ensayo Literario”, “Benahoare”, “Amor Sapientiae”, así como los sectores eclesiásticos y asociaciones católicas: “Patria y Letras”, “la Voz de mi Parroquia“, “Señal”, “Más”.
Para otro estudioso de la prensa de la isla de La Palma, el escritor y periodista Luis León Barreto: “La Palma es la isla canaria con mayor densidad periodística entre 1863 y 1936; han sido registrados 123 títulos de todo tipo: liberales, conservadores, satíricos, literarios, económicos, republicanos, industriales, obreros, católicos… En todo el Archipiélago hay catalogados 350 periódicos desde el siglo XVIII hasta 1948. Esto supone que en 1900 la provincia de Canarias sea la cuarta en número de publicaciones en España, detrás de Madrid, Barcelona y Sevilla”. “Este aluvión periodístico en una isla que en 1863 sólo contaba con 31.000 habitantes y un 85 por ciento de analfabetismo se explica en parte porque los periódicos actuaron como órganos del servicio de las pugnas locales y de grupos con afanes literarios y caciquiles;…”.
A pesar de las cifras mencionadas de personas iletradas, en 1948 se sabía que: “La Palma es la isla del Archipiélago con menor porcentaje de analfabetos”. Más recientemente, en el censo del ISTAC de 2001, la isla mantiene la cifra más baja (2,3) en relación con la media del Archipiélago (3,7).